# Акино, Убальдо
Убальдо Акино Валенсано (исп. Ubaldo Aquino Valdezano; род. 2 мая 1958, Сан-Педро) — парагвайский футбольный судья категории ФИФА.

## Биография
Арбитр ФИФА в 1995—2003 годах. Обслуживал игры Кубка конфедераций 1999 года, чемпионата мира 2002 года, двух Кубков Америки 1999 и 2001 годов (в 2001 году судил финал)., а также квалификационные встречи чемпионатов мира 1998, 2002 и 2006 годов, а также молодёжный чемпионат мира 1997.
После завершения карьеры Акино в 2007—2014 годах работал координатором судей в Парагвайской футбольной ассоциации.

## Матчи

### Кубок Америки
- 4 июля 1999;  Аргентина 0:3  Колумбия. Фелисиано Касерес, Луке, Парагвай.
- 13 июля 1999;  Уругвай 1:1 (пен. 5:3)  Чили. Дефенсорес дель Чако, Асунсьон, Парагвай.
- 14 июля 2001;  Колумбия 1:0  Эквадор. Метрополитано Роберто Мелендес, Барранкилья.
- 23 июля 2001;  Бразилия 0:2  Гондурас. Палогранде, Манисалес.
- 29 июля 2001;  Колумбия 1:0  Мексика. Немесио Камачо Эль Кампин, Богота.

### Чемпионат мира
- 1 июня 2002;  Германия 8:0  Саудовская Аравия. Саппоро Доум, Саппоро[14].
- 16 июня 2002;  Швеция 1:2  Сенегал. Оита Банк Доум, Оита[15].

## Критика
Акино подвергся критике за своё судейство в полуфинале Кубка Либертадорес 2001 между бразильским «Палмейрасом» и аргентинским «Бока Хуниорс». Игра проходила на стадионе Бомбонера в Ла-Боке, пригороде Буэнос-Айреса, и завершилась со счётом 2:2. В 2016 году бывший наставник «Палмейрас» Селсо Рот рассказал в интервью ESPN Brasil, что арбитр сознался ему в своём пристрастном судействе после окончания игры, ещё до того, как команда добралась до аэропорта Эсейса.